# 相良賴房
相良賴房（日语：／ Sagara Yorifusa，1574年—1636年）為安土桃山時代到江戶時代前期的大名。肥後國相良氏當主，人吉藩的初代藩主。相良義陽的次男。他在元和年間改名為相良長每（日语：／ Sagara Nagatsune），與祖先同名。為免與祖先相良長每混淆，現代史學界通常仍稱之為相良賴房。

## 生平

### 家督繼承
天正2年（1574年）5月4日、誕生，為相良義陽的次男，生母是相良氏的旁支豐永氏。天正9年（1581年）、父親在響野原之戰戰死，長兄‧相良忠房繼任家督，賴房也做為島津氏人質被送往薩摩國。但是忠房突然病逝，天正13年（1585年）、由弟弟藤千代（長誠）代替他為人質，年僅12歲便繼承家督之位。此後仍從屬於島津氏，配合對大友氏的作戰。

### 豊臣時代
天正14年（1586年）、豐臣秀吉開始征討九州，經家臣深水長智與秀吉的交涉而保全了領地。但是翌年，因為佐佐成政的失政，肥後國發生了國人一揆，秀吉命令島津義弘、伊集院忠棟出兵協助成政平定一揆，但成政卻誤解他們是要來攻打自己，而請求賴房阻止義弘等人進入，此舉也觸怒了秀吉。經由深水長智赴大坂向秀吉謝罪並和島津氏和解後，相良氏免除了被沒收封地的下場，繼續得以小大名身分存續下去。曾參與征討朝鮮的文祿元年（1586年）的文祿之役、慶長2年（1597年）的慶長之役，以加藤清正旗下的一隊立下不少戰功，還獲得過秀吉的感謝狀。

### 關原之戰到江戶時代
慶長5年（1600年）關原之戰，起初加入西軍、曾參與伏見城之戰。但在9月15日西軍瓦解之後，接受家臣犬童賴兄的進言成為東軍的內應，殺害大垣城中的垣見家純等人後投降。因此戰後得以保全領地，並成為人吉藩2萬石的初代藩主。
此後盡心整備藩法、藩政，犬童賴兄因獻策有功而委以藩政實權，但也常因家臣團之間的對立而苦惱。寬永13年（1636年）6月13日逝世，享年63歲。之後由長男相良賴寬繼承家督之位。